# Gynodiastylis echinata
Gynodiastylis echinata är en kräftdjursart som beskrevs av Hale 1946. Gynodiastylis echinata ingår i släktet Gynodiastylis och familjen Gynodiastylidae. Inga underarter finns listade i Catalogue of Life.